# Flamingokvintetten 3
Flamingokvintetten 3 är ett album från 1972 av Flamingokvintetten.
Från albumet hade bandet framgångar på Svensktoppen med bland annat "Ta fram dom glada minnena".. och "Kärleksbrev i sanden".

## Låtlista
1. Ta fram dom glada minnena (Rune Wallebom)
2. Kärleksbrev i sanden (Love Letters in the Sand) (Fred Coots, Karl Lennart)
3. Säj inte nej (Surrender)  (D. Curtis,  (D. Pomus, M. Shuman)))
4. Bröllopet (La Novia)  (L. Stahl)
5. Regniga natt (Harald Petersén)
6. Kär i dej (Little Brown Jug) (trad, Hans Sidén)
7. Du  (Orloff,  (Rödelberger,  (Börje Carlsson)
8. All min kärlek (All My Loving) (John Lennon,  (Paul McCartney,  (Oscar Norrman)))
9. Livet (Ask Me) (Giant,  (Modugno,  (Kaye.  (Peter Ekberg))))
10. Guitar Boogie (A. Smith)
11. Allt är förbi (The End of The World) (Sylvia Dee och Arthur Kent, Torulf)
12. Jag var ensam i går (Hasse Carlsson)

### Fotnoter
1. ↑  ”Flamingokvitetten”. Arkiverad från originalet den 8 mars 2012. https://web.archive.org/web/20120308111910/http://www.flamingokvintetten.se/gallery_26.html. Läst 13 juli 2011.
2. ↑  ”Svensktoppen”. 10 mars 1972. http://sverigesradio.se/Diverse/AppData/Isidor/files/2023/3470.txt. Läst 14 juli 2011.
3. ↑  ”Svensktoppen”. 10 mars 1973. http://sverigesradio.se/Diverse/AppData/Isidor/files/2023/3471.txt. Läst 14 juli 2011.